# Ayn Rand: A Sense of Life
Pour plus de détails, voir Fiche technique et Distribution.
Ayn Rand: A Sense of Life est un film américain réalisé par Michael Paxton, sorti en 1996.

## Synopsis
Le documentaire revient sur la vie d'Ayn Rand, romancière et promotrice de l'objectivisme.

## Fiche technique
- Titre : Ayn Rand: A Sense of Life
- Réalisation : Michael Paxton
- Scénario : Michael Paxton
- Musique : Jeff Britting
- Photographie : Alik Sakharov
- Montage : Christopher Earl et Lauren A. Schaffer
- Production : Michael Paxton
- Société de production : AG Media Corporation et Copasetic
- Narration : Sharon Gless
- Pays :  États-Unis
- Genre : Documentaire
- Durée : 145 minutes
- Dates de sortie : 
  - États-Unis : 2 novembre 1996 (Los Angeles)

## Distinctions
Le film a été nommé à l'Oscar du meilleur film documentaire.